# Кирога, Рамон (футболист)
Рамо́н Киро́га Аранси́биа (исп. Ramón Quiroga Arancibia ; р. 23 июля 1950, Росарио) — перуанский футболист аргентинского происхождения, игрок национальной сборной Перу. Участник двух чемпионатов мира.

## Клубная карьера
Карьеру начал в родном городе Росарио, в местной команде Росарио Сентраль, в составе которой дебютировал в 1968 году, а в 1971 выиграл чемпионат Аргентины. После ухода из Росарио играл в перуанской команде Спортинг Кристал и в аргентинском Индепендьенте. В 1976 году вновь вернулся в Перу и за семь лет выступления в Спортинг Кристале трижды становился чемпионом Перу. В четвёртый раз стал чемпионом Перу в 1986 году в составе Университарио, после чего завершил карьеру в возрасте 36 лет.

## Международная карьера
В сборной Перу дебютировал в феврале 1977 года. В дебютной игре Кироги перуанцы разгромно уступили эквадорцам 0-6. В 1978 году Кирога был первым вратарём сборной на чемпионате мира и провел 6 игр, за которые пропустил 12 голов. В игре с поляками для срыва атаки соперника Кирога выбежал на чужую половину поля и борцовским приёмом завалил польского форварда Гжегожа Лято за что и получил предупреждение. По состоянию на 2014 год Кирога является единственным в истории чемпионатов мира вратарём, который получил жёлтую карточку на чужой половине поля.
Также был основным вратарём перуанцев на чемпионате мира 1982 года. На полях Испании он провёл все три игры (команда не прошла в следующий этап соревнования), в которых шесть раз вынужден был доставать мяч из сетки своих ворот.
Завершил международную карьеру в 1985 году, сыграв 52 игры в составе сборной.